# Ормізд I
Ормізд I (*هرمز یکم‎‎, д/н —271) — шахиншах Ірану в 270—271.

## Життєпис

### Цар Вірменії
Походив з династії Сасанідів. Молодший син шах-ін-шаха Шапура I та Міхрак, що походила з династії Арсакідів. При народженні отримав ім'я Ардашір.
У 251 призначено намісником Великої Вірменії з титулом царя під ім'ям Артавазд VI. Брав активну участь у війнах з Римською імперією. У 253 на чолі війська вдерся до східної частини Малої Азії.
У 253—255 керував також Капподокією.

### Цар Парфії
У 270 в обхід старших братів, з огляду на вагоме походження по материнській лінії після смерті батька успадкував трон, змінивши ім'я на Ормізд. При цьому зберіг владу на Великою Вірменією.
Надав потужну підтримку жерцям зороастрихму. При цьому не став переслідувати прихильників маніхейства. Водночас придушив повстання юеючжі в колишній сатрапії Согдіана, встановивши на честь цього кам'яні колони. Після цього заснував міста Рам-Орміз, Ормізд-Ардашир (сучасне м.Ахваз), Дастагірд.
У червні 271 помер у м. Естахар за невідомих обставин. Владу перебрав брат померлого Бахрам I, відсторонивши сина Ормізда I — Орміздака.